# Lauthaha
Lauthaha is een notified area in het district Purba Champaran van de Indiase staat Bihar. 

## Demografie
Volgens de Indiase volkstelling van 2001 wonen er 7.744 mensen in Lauthaha, waarvan 63% mannelijk en 37% vrouwelijk is. De plaats heeft een alfabetiseringsgraad van 75%. 